# Neogastropoda

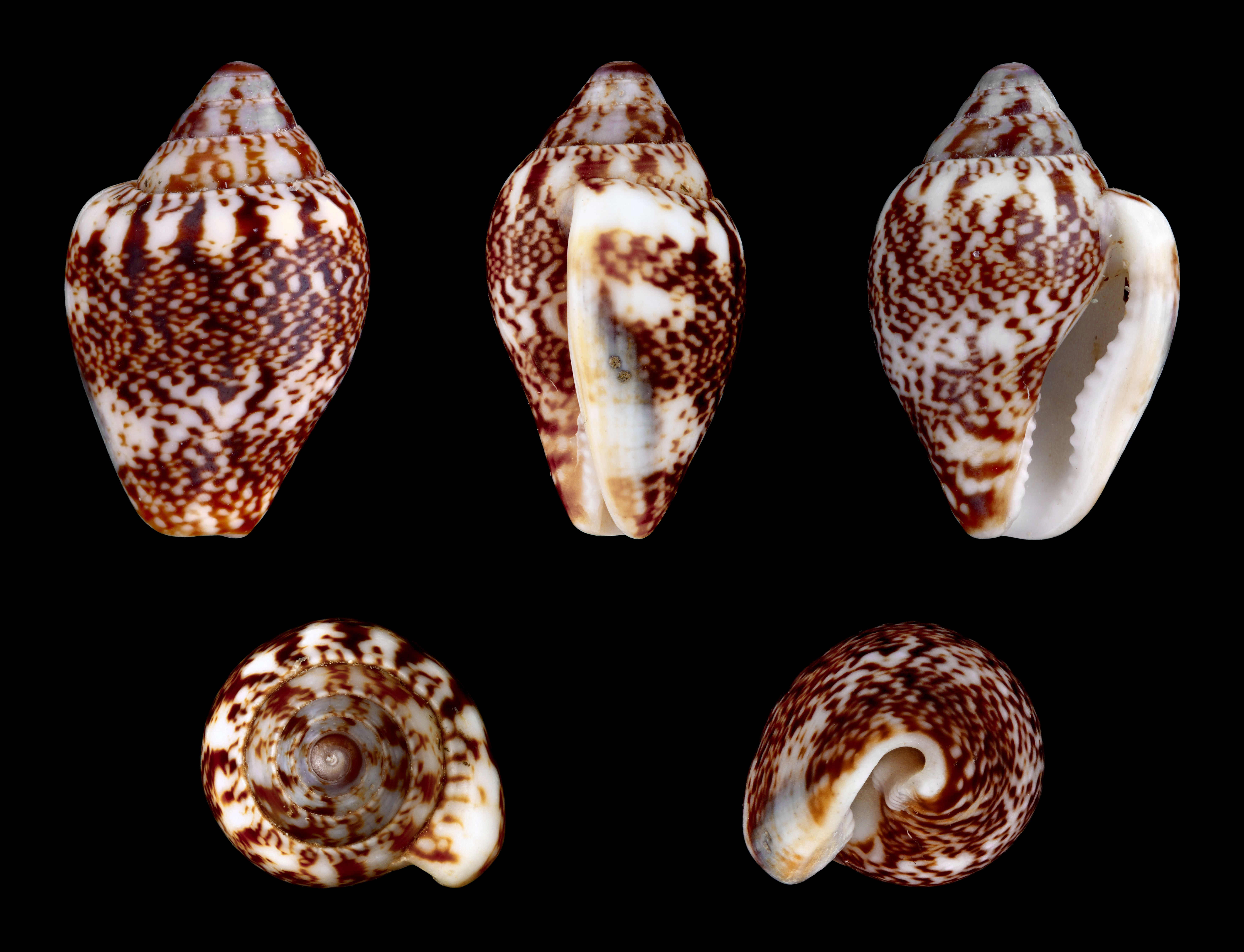
Раковина вида Columbella rustica

Neogastropoda (лат.) — отряд брюхоногих моллюсков из группы ценогастроподы (Caenogastropoda), включающий примерно 16 000 видов. Питаются преимущественно животной пищей.
Имеющаяся летопись окаменелостей Neogastropoda относительно полная и подтверждает общепринятый эволюционный сценарий происхождения группы в раннем меловом периоде, за которым последовали два раунда быстрой диверсификации в позднем меловом периоде и палеоцене.
У этих морских улиток есть только одна почка и одна одногребенчатая жабра, то есть жаберные лепестки развиваются только с одной стороны центральной оси.
Имеют хорошо развитый сифональный канал. Удлиненный хоботообразный сифон представляет собой растяжимую трубку, образованную складкой в мантии. Он используется для всасывания воды в мантийную полость. У основания сифона находится двугребенчатый (ответвляющийся от центральной оси) осфрадий, сенсорный резервуар и обонятельный орган, более развитый, чем у Mesogastropoda. У них есть много важных морфологических изменений, включая, например, удлинение сифонального канала, смещение ротового отверстия в конечное положение на голове и образование хорошо развитого хоботка.
Нервная система очень концентрированная. У многих видов ганглии находятся в компактном пространстве.
Рахиглоссатная (рашпилевидная) радула, слой последовательно расположенных зубов внутри рта, имеет только три зубчика (маленьких зуба) в каждом поперечном ряду.
Раздельнополы.
Существует около 16 000 видов. Все Neogastropoda живут в море, за исключением пресноводных родов Clea и Rivomarginella. Neogastropoda наиболее разнообразны в тропических морях. Они в основном хищники, но некоторые являются сапрофагами (падальщиками).

## Надсемейства и семейства
По данным World Register of Marine Species, на январь 2025 года отряд включает следующие надсемейства и семейства:
- Buccinoidea Rafinesque, 1815
  - Austrosiphonidae Cotton & Godfrey, 1938
  - Belomitridae Kantor, Puillandre, Rivasseau & Bouchet, 2012
  - Buccinanopsidae Galindo, Puillandre, Lozouet & Bouchet, 2016
  - Buccinidae Rafinesque, 1815
  - Busyconidae Wade, 1917 (1867)
  - Chauvetiidae Kantor, Fedosov, Kosyan, Puillandre, Sorokin, Kano, R. Clark & Bouchet, 2021
  - Colidae J. E. Gray, 1857
  - Colubrariidae Dall, 1904
  - Columbellidae Swainson, 1840
  - Cominellidae J. E. Gray, 1857
  - Dolicholatiridae Kantor, Fedosov, Kosyan, Puillandre, Sorokin, Kano, R. Clark & Bouchet, 2021
  - Eosiphonidae Kantor, Fedosov, Kosyan, Puillandre, Sorokin, Kano, R. Clark & Bouchet, 2021
  - Fasciolariidae Gray, 1853
  - Melongenidae Gill, 1871 (1854)
  - Nassariidae Iredale, 1916 (1835)
  - Pisaniidae J. E. Gray, 1857
  - Prodotiidae Kantor, Fedosov, Kosyan, Puillandre, Sorokin, Kano, R. Clark & Bouchet, 2021
  - Prosiphonidae A. W. B. Powell, 1951
  - Retimohniidae Kantor, Fedosov, Kosyan, Puillandre, Sorokin, Kano, R. Clark & Bouchet, 2021
  - Tudiclidae Cossmann, 1901
- Conoidea J. Fleming, 1822
  - Borsoniidae Bellardi, 1875
  - Bouchetispiridae Kantor, E. E. Strong & Puillandre, 2012
  - Clathurellidae H. Adams & A. Adams, 1858
  - Clavatulidae J. E. Gray, 1853
  - Cochlespiridae A. W. B. Powell, 1942
  - Conidae J. Fleming, 1822
  - Conorbidae De Gregorio, 1880
  - Drilliidae Olsson, 1964
  - Fusiturridae Abdelkrim, Aznar-Cormano, Fedosov, Kantor, Lozouet, Phuong, Zaharias & Puillandre, 2018
  - Horaiclavidae Bouchet, Kantor, Sysoev & Puillandre, 2011
  - Mangeliidae P. Fischer, 1883
  - Marshallenidae Abdelkrim, Aznar-Cormano, Fedosov, Kantor, Lozouet, Phuong, Zaharias & Puillandre, 2018
  - Mitromorphidae T. L. Casey, 1904
  - Pseudomelatomidae J. P. E. Morrison, 1966
  - Raphitomidae Bellardi, 1875
  - Terebridae Mörch, 1852
  - Turridae H. Adams & A. Adams, 1853 (1838)
- Mitroidea Swainson, 1831
  - Charitodoronidae Fedosov, Herrmann, Kantor & Bouchet, 2018
  - Mitridae Swainson, 1831
  - Pyramimitridae Cossmann, 1901
- Muricoidea Rafinesque, 1815
  - Muricidae Rafinesque, 1815
- Olivoidea Latreille, 1825
  - Ancillariidae Swainson, 1840
  - Bellolividae Kantor, Fedosov, Puillandre, Bonillo & Bouchet, 2017
  - Benthobiidae Kantor, Fedosov, Puillandre, Bonillo & Bouchet, 2017
  - Olividae Latreille, 1825
  - Pseudolividae De Gregorio, 1880
- Turbinelloidea Swainson, 1835
  - Columbariidae Tomlin, 1928
  - Costellariidae MacDonald, 1860
  - Ptychatractidae W. Stimpson, 1865
  - Turbinellidae Swainson, 1835
  - Vasidae H. Adams & A. Adams, 1853
  - Volutomitridae Gray, 1854
- Volutoidea Rafinesque, 1815
  - Cancellariidae Forbes & Hanley, 1851
  - Cystiscidae W. Stimpson, 1865
  - Granulinidae G. A. Coovert & H. K. Coovert, 1995
  - Marginellidae J. Fleming, 1828
  - Marginellonidae Coan, 1965
  - Volutidae Rafinesque, 1815